# Adolf von Rauch (industriel)
Pour les articles homonymes, voir Rauch.
Ne doit pas être confondu avec Adolf von Rauch (militaire).

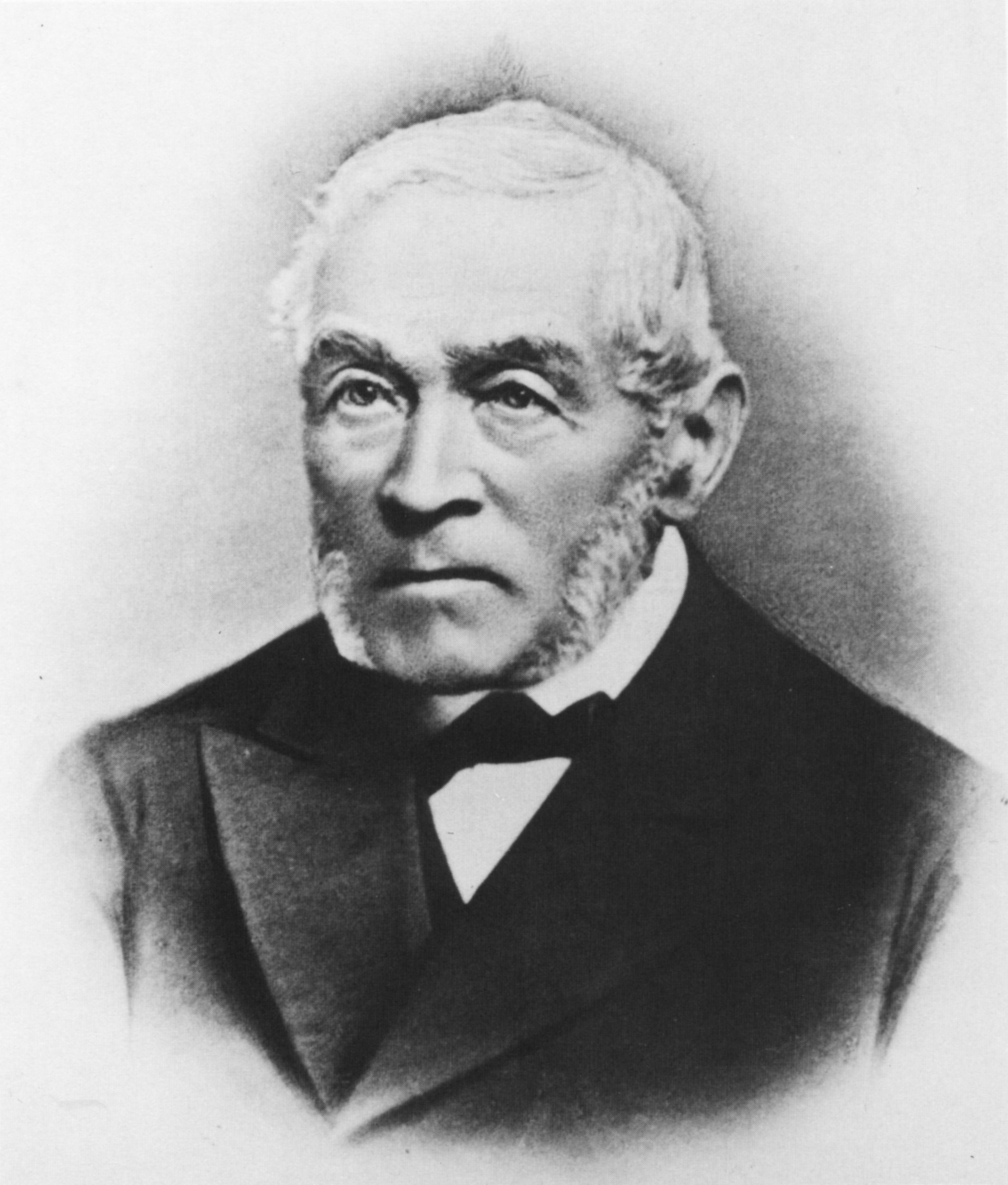
Adolf von Rauch

Adolf von Rauch (né le 22 avril 1798 à Heilbronn et mort le 12 décembre 1882 dans la même ville) est un fabricant de papier wurtembergeois à Heilbronn et en tant que tel l'un des pionniers de l'industrie du papier d'Heilbronn (de). Il contribue également au logement social à Heilbronn.

## Biographie
Lorsqu'ils sont jeunes, les frères Adolf et Moriz von Rauch (de) possèdent un moulin à tabac, à huile et à bois coloré avec une société commerciale attenante, que leur grand-père Johann Benjamin Rauch (1703–1776) a fondé avec Christian Becht en 1762. Son père Johann Max Moriz Rauch (1754-1818) est anobli en 1808. De 1821 à 1822, Adolf von Rauch est en Angleterre, où il acquiert une expertise dans la fabrication du papier. En 1823, les frères mettent en service une machine à papier anglaise dans leur moulin et transforment le moulin en papeterie Frères Rauch . Après la naissance de cinq enfants, son frère Moriz lui donne la Villa Rauch (de) et en fait sa résidence.
Lors de la fondation de la Chambre de commerce et d'industrie d'Heilbronn en 1855, Adolf von Rauch est l'un des douze membres «notables» nommés à cette fonction par le roi de Wurtemberg. En 1856, Rauch est l'un des initiateurs de la première construction de logements spéciaux pour ouvriers par la plus ancienne association de logement à but non lucratif du Wurtemberg, l'association pour la production de logements ouvriers, à partir de laquelle se développa plus tard l'agglomération urbaine actuelle d'Heilbronn.
Adolf von Rauch est marié avec Elisabeth Eleonore von den Velden (1810-1843), la fille d'un banquier de Francfort, depuis 1833 et a trois enfants avec elle, dont Luise von Rauch (1842-1916), qui se marie avec Adolf Feyerabend (de) en 1869. Elisabeth décède en couches six jours après la naissance de sa deuxième fille Elisabeth.